# 村崎久都
村崎 久都（むらさき ひさと）は、日本のイラストレーター・漫画家である。

## 作品リスト

### 漫画作品
- 百目の騎士（原作：小池倫太郎、『電撃コミックガオ!』2006年11月号 - 2008年4月号）
- ノイン（『月刊ComicREX』2009年3月号 - 2010年6月号）
- 佐藤さんの日常（『季刊GELATIN』2010 なつ）
- アザナエル（原作：ニトロプラス、『月刊ComicREX』2010年11・12月号 - 2012年6月号）
- 僕のまわりの宇宙人（『電撃コミック ジャパン』2011年2月号 - 2013年2月号）
- ペルソナ5（原作：アトラス、『マンガワン』2016年9月15日  - 連載中）

### イラスト
挿絵・表紙絵
- Dクラッカーズ 旧版（富士見ミステリー文庫、あざの耕平/著、1-3巻）
- Dクラッカーズ（富士見ミステリー文庫、あざの耕平/著、全10冊）
- Dクラッカーズ 新装版（富士見ファンタジア文庫、あざの耕平/著、全8冊）
- 真・女神転生III-NOCTURNEアンソロジー（富士見ミステリー文庫、共著、単巻）
- 春は出会いの季節です アルテミス・スコードロン（ファミ通文庫、扇智史/著、単巻）
- ネコのおと リレーノベル・ラブバージョン（富士見ミステリー文庫、共著、単巻）
- オタクホスト桜木玲音（幻狼ファンタジアノベルス、佐々木禎子/著、全2巻）
- マージナルワールド（講談社BOX、湊利記/著、全2巻）
- 憑き物おとします（幻狼ファンタジアノベルス、佐々木禎子/著、全2巻）
- ゴーストの条件 クラウドを巡礼する想像力（講談社BOX、村上裕一/著、単巻）
- ROBOTICS;NOTES プロジェクト・プレアデス（ファミ通文庫、5pb./原作、foca/著、福田知則/キャラクター原案、単巻）
- 玉川区役所 OF THE DEAD（富士見L文庫、永菜葉一・塔井青/著、全2巻）
- ブレイブリーアーカイブ ディーズレポート（GAノベル、なめこ印/著、単巻）※本文挿絵

その他
- 四季（秋）（ガンガンONLINE2008年10月2日）

### 書籍
- 『百目の騎士』、原作：小池倫太郎、メディアワークス〈電撃コミックス〉2007年 - 2008年、全2巻
- 『ノイン』、一迅社〈IDコミックス REXコミックス〉2009年 - 2010年、全2巻
  1. 2009年10月19日発売[1]、ISBN 978-4-7580-6171-1
  2. 2010年6月9日発売[2]、ISBN 978-4-7580-6196-4
- 『アザナエル』、原作：ニトロプラス、一迅社〈IDコミックス REXコミックス〉、全2巻
  1. 2011年7月27日発売[3]、ISBN 978-4-7580-6272-5
  2. 2012年6月27日発売[4]、ISBN 978-4-7580-6318-0
- 『僕のまわりの宇宙人』、アスキー・メディアワークス〈電撃ジャパンコミックス〉2012年 - 2013年、全2巻
  1. 2012年1月14日発売[5]、ISBN 978-4-04-886348-3
  2. 2013年2月15日発売[6]、ISBN 978-4-04-891271-6
- 『ペルソナ5』、原作：アトラス、小学館〈裏少年サンデーコミックス〉2017年 - 、既刊15巻（2025年5月12日現在）